# 1394
Пізнє Середньовіччя •  Відродження •  Реконкіста •  Ганза •  Столітня війна •  Велика схизма •  Монгольська імперія

## Геополітична ситуація
Державу османських турків очолює султан Баязид I (до 1402). Імператором Візантії є Мануїл II Палеолог (до 1398). Вацлав IV є королем Богемії та Німеччини. У Франції править Карл VI Божевільний (до 1422).
Апеннінський півострів розділений: північ належить Священній Римській імперії, середню частину займає Папська область, південь належить Неаполітанському королівству. Деякі міста півночі: Венеція, Піза, Генуя тощо, мають статус міст-республік. Триває боротьба гвельфів та гібелінів.
Майже весь Піренейський півострів займають християнські Кастилія і Леон, де править Енріке III (до 1406), Арагонське королівство, де править Хуан I Арагонський, та Португалія, де королює Жуан I Великий (до 1433). Під владою маврів залишилися тільки землі на самому півдні.
Річард II править в Англії (до 1400). У Норвегії, Данії та Швеції владу утримує Маргарита I Данська. В Угорщині правлять Сигізмунд I Люксембург та Марія Угорська (до 1395). Королем польсько-литовської держави є Владислав II Ягайло (до 1434). У Великому князівстві Литовському княжить Вітовт.
Частина руських земель перебуває під владою Золотої Орди. Галичина входить до складу Польщі. Волинь належить Великому князівству Литовському. У Києві княжить Володимир Ольгердович (до 1394). Московське князівство очолює Василь I.
Монгольська імперія займає більшу частину Азії, але вона розділена на окремі улуси. На заході євразійських степів править Золота Орда. У Семиріччі та Ірані владу утримує емір Тамерлан.
У Єгипті панують мамлюки, а Мариніди у Магрибі. У Китаї править династії Мін. Делійський султанат є наймогутнішою державою Індії. В Японії триває період Муроматі.
Цивілізація мая переживає посткласичний період. У долині Мехіко склалася цивілізація ацтеків. Почала зароджуватися цивілізація інків.

## Події
- Король Владислав ІІ Ягайло привіз перші гармати і 6 бочок пороху до Львова
- З наказу короля львівський гармаш Зброжек привіз перші гармати і 6 бочок пороху до Кам'янця на Поділлі
- В Авіньйоні обрано нового антипапу Бенедикта XIII.
- Феодали Богемії підняли бунт проти короля Вацлава IV і посадили його під варту. Управління королівством узяв у свої руки Йобст Моравський.
- Французький король Карл VI Божевільний звелів вигнати всіх євреїв з королівства.
- Англійський король Річард II зазнав невдачі в Ірландії, в поході проти Ленстера.
- Волощина дала відсіч наступу турків та їхніх васалів сербів та болгар.
- Розпочалася восьмирічна облога Константинополя турками.
- Папа римський Боніфацій IX закликав до хрестового походу проти турків.
- Після смерті Неріо I Аччаюолі Афінське герцогство відійшло до Венеції.
- Корейська династія Чосон перенесла свою столицю на місце Сеула.
- У Делійському султанаті почалася громадянська війна, що розколола його на східну та західну частини.

## Народились
- 22 березня — Мухаммед Тарагай Улугбек, середньоазійський вчений, правитель Самарканда (1409-1449); онук Тимура (Тамерлана).
- 12 липня — Асікаґа Йосінорі, 6-й сьоґун сьоґунату Муроматі.